# Teutamus rothorum
Espèce
Teutamus rothorum est une espèce d'araignées aranéomorphes de la famille des Liocranidae.

## Distribution
Cette espèce est endémique de Java en Indonésie,. Elle se rencontre vers le parc national de Gunung Gede Pangrango.

## Description
Le mâle holotype mesure 4,65 mm et la femelle paratype 4,60 mm.

## Étymologie
Cette espèce est nommée en l'honneur de Barbara et Vincent Daniel Roth.

## Publication originale
- Deeleman-Reinhold, 2001 : Forest spiders of South East Asia: with a revision of the sac and ground spiders (Araneae: Clubionidae, Corinnidae, Liocranidae, Gnaphosidae, Prodidomidae and Trochanterriidae. Brill, Leiden, p. 1-591.